# Pnin
Pnin – trzynasta z kolei powieść Vladimira  Nabokova i czwartą napisaną w języku angielskim. Nabokov zaczął ją pisać latem 1953 w Ashland w Oregonie, gdzie zamieszkał, by poznać tamtejsze motyle. Cztery rozdziały Pnina były publikowane w tygodniku „The New Yorker” w latach 1953–1955. Książka została ukończona w sierpniu 1955.
Oryginalna wersja Pnina, którą Nabokov wysłał do wydawnictwa Viking Press, zawierała dziesięć rozdziałów i kończyła się przedwczesną śmiercią bohatera na atak serca. Redaktorowi Vikinga powieść nie spodobała się, w szczególności jej zakończenie, wobec czego Nabokov przerobił ją, zmieniając chwilowo tytuł na Mój biedny Pnin. Ostatecznie Pnina wydało wydawnictwo Doubleday w 1957. Mimo opinii niektórych krytyków, że jest to raczej zbiór szkiców niż powieść, Pnin cieszył się takim powodzeniem, że nakład został wyczerpany już po dwóch tygodniach od publikacji.
Pnina zalicza się do podgatunku „powieści kampusowych”. Tytułowy bohater jest staromodnym profesorem literatury rosyjskiej, który próbuje odnaleźć się  w nowoczesnym (choć  prowincjonalnym) amerykańskim środowisku akademickim przełomu lat czterdziestych i pięćdziesiątych XX wieku.
Wygnany z Rosji przez rewolucję Lenina, z Europy – przez „wojnę Hitlera”, Timofiej Pawłowicz Pnin uczy języka rosyjskiego na fikcyjnym Uniwersytecie Waindell (którego nazwę przekręca na „Wandal”), wzorowanym luźno na Cornell University i Wellesley College – dwóch amerykańskich uczelniach, w których nauczał Nabokov. Uważa się, że postać Pnina była wzorowana częściowo na emigracyjnym rosyjskim historyku, na co wskazują jego potknięcia językowe i tragiczny los żydowskiej narzeczonej. Historyk ten, Marc Szeftel, był kolegą Nabokova w Cornell University. Pnin posiada też wiele cech autora: nostalgia za Rosją, sposób prowadzenia wykładu, roztargnienie.
Potknięcia językowe i roztargnienie prowadzące do rozmaitych nieszczęść czynią z Timofieja Pnina bohatera komiczno-żałosnego. Równocześnie budzi on sympatię i szacunek czytelnika, będąc człowiekiem na wskroś uczciwym i moralnym, oddanym przyjacielem, mężczyzną wiernym swej jedynej miłości życiowej.

## Streszczenie
Rozdział pierwszy
Narrator powieści przedstawia Timofieja Pawłowicza Pnina, łysego, nieproporcjonalnie zbudowanego mężczyznę (szeroka klatka piersiowa, chude nogi i małe stopy), który jest wykładowcą języka rosyjskiego na Uniwersytecie Waindell. Czytelnik poznaje go w chwili, gdy odbywa on podróż z Waindell do Cremony, gdzie ma wygłosić odczyt pt. Czy wszyscy Rosjanie to komuniści? dla tamtejszego Klubu Kobiet. Okazuje się, że wsiadł do niewłaściwego pociągu. W Whitchurch, gdzie ma się przesiąść na autobus, zapodziewa się jego walizka, którą oddał na przechowanie na stacji, a razem z nią ważne dokumenty i konspekt odczytu. Ze zdenerwowania prawie dostaje zawału serca w parku. Ostatecznie wszystko dobrze się kończy: walizka się odnajduje, Pnin do Cremony przybywa na czas, podwieziony przygodną ciężarówką.
Siedząc przy mównicy w oczekiwaniu, aż kobieta prowadząca zebranie przedstawi go, doznaje halucynacji – na widowni widzi swoich zmarłych rodziców i rosyjskich znajomych sprzed rewolucji.
Rozdział drugi
Laurence Clements, wykładowca z  Waindell i jego żona Joan, których córka Izabela wyszła za mąż i wyprowadziła się z domu, szukają lokatora. Atmosfera domu Clementsów przypada do gustu Pninowi, który ma dosyć mieszkania w Domu Samotnych Pracowników Naukowych. Clementsów z kolei bawią jego potknięcia językowe i ekscentryczne zwyczaje.
Pewnego dnia Pnina odwiedza jego była żona, doktor Liza Wind z domu Bogolepow. Poznali się w 1925 roku i pobrali w Paryżu, gdzie oboje studiowali. Potem Liza zakochała się w psychologu o nazwisku Wind. Do Pnina wróciła w zaawansowanej ciąży, obiecując, że już nigdy go nie opuści. Był rok 1940, Pnin szykował się właśnie do wyjazdu do Nowego Jorku. Razem wsiedli na statek do Ameryki. Wkrótce wychodzi na jaw, że tym samym statkiem płynie Eric Wind. W Nowym Jorku Liza bez najmniejszych skrupułów porzuciła Pnina, by znowu związać się z Erykiem.
Pnin nie łudzi się, że Liza zamierza do niego wrócić. Mimo to czuje się boleśnie zraniony, gdy była żona wyjawia cel swych odwiedzin: przyjechała go prosić, by odkładał co miesiąc niewielką sumę dla jej syna, Wiktora, a także by wysyłał mu kieszonkowe.
Po jej wyjeździe Pnin żali się Joan: „Nie mam nicz, nie mam już nicz, nicz, nicz”
Rozdział trzeci
Clementsowie pojechali odwiedzić córkę. Pnin po zajęciach ze studentami idzie do biblioteki oddać książkę zamówioną przez innego czytelnika. Okazuje się, że tym czytelnikiem jest on sam. Pracuje trochę nad swoją książką o kulturze rosyjskiej, a następnie udaje się na projekcję radzieckiego filmu propagandowego, który doprowadza go do płaczu.
Izabela, córka Clementsów, której małżeństwo się nie udało, wraca do domu. Pnin musi poszukać nowego mieszkania.
Rozdział czwarty
Czternastoletni Wiktor Wind ma sen o królu, który nie zgadza się na abdykację, zostaje zatem wygnany. W tym śnie ów król jest jego ojcem. Wiktor, delikatny chłopiec, wykazuje zdolności do rysowania. Liza i Eric nie cenią talentu artystycznego syna. Wiktor nie darzy szacunkiem nauczycieli w szkole St Bartholomew, z wyjątkiem nauczyciela o nazwisku Lake, który jest wybitnym znawcą sztuki.
Pnin zaprasza Wiktora w odwiedziny. Kupuje mu w prezencie piłkę futbolową i powieść Jacka Londona Syn wilka. Spotykają się na dworcu autobusowym w Waindell i po zjedzeniu obfitej kolacji w barze udają do domu Shepparda, gdzie Pnin obecnie mieszka. Wizyta jest dosyć udana, poza tym tylko, że Wiktor nie należy do miłośników futbolu. (Pnin wyrzuca piłkę przez okno.)
Rozdział piąty
Świeżo upieczony kierowca Timofiej Pnin jedzie własnym samochodem do letniej rezydencji przyjaciela Aleksandra Pietrowicza Kukolnikowa (znanego wśród miejscowych jako Al Cook).  Gospodarz i goście domu „Pod sosnami” – to rosyjscy emigranci i ich amerykańskie dzieci. Podczas przyjęcia Pnin wykazuje się znakomitą znajomością rosyjskiej literatury i umiejętnością gry w krokieta. Wspólny przyjaciel wspomina dawną ukochaną Pnina, Mirę Biełoczkin, zamordowaną w Buchenwaldzie, blisko Weimaru, „serca kulturalnego Niemiec”.
Rozdział szósty
Pnin zaprasza Clementsów i innych znajomych z uniwersytetu na „zalewanie mieszkania”, jak się wyraża. Wynajął właśnie mały domek i nawet zdążył go już umeblować. Tak dobrze się w nim czuje, że rozważa jego kupno. Przyjęcie się udaje, gościom smakowało jedzenie przygotowane przez Pnina i napoje, w szczególności kruszon podany w kryształowej wazie od Wiktora.
Po rozejściu się gości doktor Hagen, który przed dziewięciu laty sprowadził Pnina do Waindell, przekazuje mu smutną wiadomość, a mianowicie, że przenosi się na inny uniwersytet, a jego następca nie planuje dalej zatrudniać Pnina.  
Rozdział siódmy
Narrator opowiada o swoim pierwszym spotkaniu z Timofiejem Pninem wiosną 1911 roku, gdy jako młody chłopiec odwiedził jego ojca Pawła Pnina, okulistę. Kilka lat później poznał w Paryżu Lizę Bogolepow, skrytykował jej wiersze pisane w stylu Achmatowej, co pchnęło ją do próby samobójczej. Po jego wyjeździe z Paryża Liza wyszła za mąż za Pnina.
Na przełomie lat czterdziestych i pięćdziesiątych spotykał Pnina w Nowym Jorku, razem wzięli udział w programie literacko-artystycznym z okazji setnej rocznicy śmierci wybitnego rosyjskiego pisarza. Pnin nie przypomina sobie tych spotkań, zarzuca narratorowi, że je zmyślił.
W tym samym czasie, kiedy Pnin traci zatrudnienie na Uniwersytecie Waindell, narrator zostaje tam profesorem. Z myślą o utworzeniu specjalnej sekcji rusycystyki pisze do Timofieja Pnina, proponując mu posadę. Pnin jednak opuszcza Waindell. Powieść kończy się, gdy Jack Cockerell, dziekan anglistyki w Waindell, zaczyna narratorowi opowiadać, jak to Pnin zabrał do Cremony niewłaściwy referat. Koło narracji się zamyka.